# Park Sang-hoon
Park Sang-hoon (en hangul, 박상훈; romanización revisada, Bak Sang-hun), es un actor surcoreano.

## Biografía
Ha estudiado en la Hyunil Elementary School.

## Carrera
Es miembro de la agencia Wayz Company (웨이즈 컴퍼니).
En febrero de 2021, se unió al elenco recurrente de la serie River Where the Moon Rises donde interpretó al joven Príncipe heredero Go-won, el hermano menor de la Princesa Pyeonggan (Kim So-hyun). El actor Kwon Hwa-woon dio vida a Go-won de grande.
En noviembre del mismo año se unió al elenco recurrente de la serie Show Window: Queen's House donde dio vida a Shin Tae-yong, el hijo de Han Sun-joo y Shin Myung-seob.

## Filmografía

### Series de televisión
| Año     | Título                              | Personaje                                  | Notas                           | Ref.   |
| ------- | ----------------------------------- | ------------------------------------------ | ------------------------------- | ------ |
| 2015    | The Superman Age                    | Niño                                       |                                 |        |
| 2015    | The Producers                       | Baek Seung-chan (de pequeño)               |                                 |        |
| 2016    | My Mind's Flower Rain               | Lee Kang-wook (de pequeño)                 |                                 |        |
| 2016    | Secret Healer                       | Hermano menor de Hae-ran                   |                                 |        |
| 2016    | The Sound of Your Heart             | Jo Joon (de pequeño)                       |                                 |        |
| 2016    | Blow Breeze                         | Jo Hee-dong (de pequeño)                   |                                 |        |
| 2016    | Age of Youth (Hello, My Twenties!)  | Hermano mayor de Yoo Eun-jae (11 años)     |                                 |        |
| 2017    | Saimdang, Memoir of Colors          | Won-hyo                                    |                                 |        |
| 2017    | A Korean Odyssey                    | Eun-seong                                  | Aparición especial, ep. 1       |        |
| 2017    | Untouchable                         | Jang Ki-seo (de joven)                     |                                 | [ 5 ]  |
| 2019    | Nokdu Flower                        | Baek Yi-kang (de joven)                    |                                 |        |
| 2019    | Flower Crew: Joseon Marriage Agency | Kang / Pal Poon (de joven)                 | Episodios 3, 6 y 7              |        |
| 2020    | Soul Mechanic                       | Park Luo                                   | Aparición especial, ep. 5       |        |
| 2020    | Born Again                          | Cheon Jong-woo                             |                                 |        |
| 2020    | Kingmaker: The Change of Destiny    | Lee Jae-hwang, Emperador Gojong (de joven) |                                 |        |
| 2020    | Do You Like Brahms?                 | Park Joon-young (de joven)                 | Aparición especial, ep. 2-4     |        |
| 2020    | Delayed Justice                     | Park Tae-yong (de joven)                   | Aparición especial, ep. 2, 5, 8 |        |
| 2021    | My YouTube Diary 2 Special          | Moon Do-jin                                |                                 |        |
| 2021    | The Road: Tragedy of One            | Baek Soo-hyeon (de joven)                  |                                 |        |
| 2021    | River Where the Moon Rises          | Príncipe Go-won                            |                                 |        |
| 2021    | Lovers of the Red Sky               | Príncipe Suyang (Yi Yu) (de joven)         | Aparición especial, ep. 1       |        |
| 2021    | Hellbound                           | Jung Jin-soo (de joven)                    | Aparición especial, ep. 3       |        |
| 2021-22 | Show Window: Queen's House          | Shin Tae-yong                              |                                 |        |
| 2022    | Rookie Cops                         | Lee Se-hyun                                | Aparición especial, ep. 9-10    |        |
| 2022    | The Law Cafe                        | Hong Ji-hoon                               | Aparición especial, ep. 6-7     | [ 6 ]  |
| 2022    | Alquimia de almas                   | Jang Wook (de joven)                       |                                 | [ 7 ]  |
| 2022    | Tomorrow                            | Park Joong-gil (de joven)                  |                                 |        |
| 2022    | Deseos VIP                          | Lee Jun-ho                                 |                                 | [ 8 ]  |
| 2023    | Brain Cooperation                   | Ho-young                                   | Aparición especial, ep. 9-10    | [ 9 ]  |
| 2023    | Queenmaker                          | Kang Hyun-woo                              |                                 | [ 10 ] |

### Series web
| Año  | Título                | Personaje | Plataforma     | Notas | Ref.   |
| ---- | --------------------- | --------- | -------------- | ----- | ------ |
| 2021 | The Birth of a Nation | -         | Season (Seezn) | -     | [ 11 ] |

### Películas
| Año  | Título                           | Personaje               | Ref.   |
| ---- | -------------------------------- | ----------------------- | ------ |
| 2014 | Cat                              | Niño 3                  |        |
| 2014 | The 4th Innovator                | Yang-i (de pequeño)     |        |
| 2017 | Our Diary                        | Soo-ho (de joven)       |        |
| 2017 | House of the Disappeared         | Hyo-je                  |        |
| 2017 | Warriors of the Dawn             | Príncipe Shinseong      |        |
| 2017 | Roman Holiday                    | In-han (de joven)       |        |
| 2018 | Keys to the Heart                | Jo-ha (de joven)        |        |
| 2018 | Desert of no Return (Taklamakan) | Joon-ho                 |        |
| 2019 | The Divine Move 2: The Wrathful  | Gwi-soo (de joven)      |        |
| 2021 | The Policeman's Lineage          | Choi Min-jae (de joven) | [ 12 ] |
| 2022 | Child for Children               | Jae-min                 | [ 13 ] |
| TBA  | Kingdom School: Absolute Evil    | Kang Tae-oh             |        |

## Premios y nominaciones
| Año  | Premios   | Categoría            | Trabajo                    | Resultado | Ref.   |
| ---- | --------- | -------------------- | -------------------------- | --------- | ------ |
| 2021 | KBS Drama | Mejor actor infantil | River Where the Moon Rises | Nominado  | [ 14 ] |
| 2022 | KBS Drama | Mejor actor infantil | The Law Cafe               | Nominado  | [ 15 ] |